# Foot of the Mountain
Foot of the Mountain – dziewiąty album studyjny norweskiego zespołu a-ha. Został wydany 19 czerwca 2009 roku. Pierwszym singlem jest utwór tytułowy. Jako drugi wydano utwór "Shadowside" oraz "Nothing Is Keeping You Here" (tylko w Wielkiej Brytanii).

## Spis utworów
1. "The Bandstand" (Waaktaar-Savoy/Furuholmen) - 4:02
2. "Riding the Crest" (Waaktaar-Savoy/Furuholmen) - 4:16
3. "What There Is" (Waaktaar-Savoy/Furuholmen) - 3:42
4. "Foot of the Mountain" (Waaktaar-Savoy/Furuholmen/M. Terefe) - 3:56
5. "Real Meaning" (Waaktaar-Savoy/Furuholmen) - 3:38
6. "Shadowside" (Waaktaar-Savoy) - 4:55
7. "Nothing Is Keeping You Here" (Waaktaar-Savoy) - 3:16
8. "Mother Nature Goes to Heaven" (Waaktaar-Savoy) - 4:07
9. "Sunny Mystery" (Furuholmen) - 3:30
10. "Start the Simulator" (Waaktaar-Savoy) - 5:17

## Członkowie zespołu
1. Morten Harket – wokal
2. Magne Furuholmen – instrumenty klawiszowe, wokal
3. Paul Waaktaar-Savoy – gitara, wokal

## Listy sprzedaży
| Lista               | Kraj            | Pozycja |
| ------------------- | --------------- | ------- |
| VG-Lista            | Norwegia        | 2       |
| Ö3 Austria Top 40   | Austria         | 11      |
| UK Albums Chart     | Wielka Brytania | 5       |
| Schweizer Hitparade | Szwajcaria      | 12      |